# Alfred Roulin
Pour les articles homonymes, voir Roulin.
Alfred Roulin, né le 26 avril 1885 et mort le 1er avril 1975 à Lausanne, est un directeur de la BCU, historien et enseignant vaudois.

## Biographie
Alfred Roulin achève sa licence ès lettres en 1906 puis part étudier trois ans en Autriche et en Angleterre. À son retour, il enseigne à l'École supérieure de commerce. Un congé lui permet de fréquenter en 1917-1918 l'école pratique des hautes études et l'école des Chartes où il acquiert des compétences en diplomatie, bibliographie générale et organisation de bibliothèques. Chargé de cours à l'Université de Lausanne en 1925 et 1927, il est nommé à la direction de la Bibliothèque cantonale et universitaire en 1930. Président de l'Association des bibliothécaires suisses de 1946 à 1949, il prendra sa retraite en 1950.
Alfred Roulin a poursuivi l'effort d'Auguste Reymond pour faire de la BCU un instrument de travail efficace et un lieu de culture. Alors que pour trouver un livre, un lecteur devait consulter les catalogues et leurs suppléments imprimés en 1856, 1886, 1902 et le fichier manuel pour les années 1902-1930, Alfred Roulin renonce aux catalogues imprimés et fait passer tout le fonds de la bibliothèque dans le fichier. Le problème des mises à jour est ainsi résolu. Ce catalogue fonctionnera jusqu'à l'informatisation en 1972. 
Seul, ou avec son épouse Suzanne Roulin, ou encore avec le conservateur des manuscrits de la BCU, Charles Roth, Alfred Roulin publie diverses œuvres de Benjamin Constant et une partie de sa correspondance avant d'être chargé de l'édition de cet auteur dans la Bibliothèque de la Pléiade. La Revue historique vaudoise publie aussi des études d'Alfred Roulin sur Benjamin Constant et d'autres sujets. Après sa retraite, il soutient comme président de la Société d'histoire de la Suisse romande (1951-1955) la publication de la correspondance de Frédéric-César de La Harpe entreprise par le nouveau directeur de la BCU, Jean Charles Biaudet.

## Sources
- « Alfred Roulin », sur la base de données des personnalités vaudoises sur la plateforme « Patrinum » de la Bibliothèque cantonale et universitaire de Lausanne.
- Belletrien le 13 novembre 1903-27 janvier 1911, Honoraire. (1572), p. 4, 15 La Revue de Belles-Lettres, 1979, p. 5
- Dossier ATS/ACV
- Bibliothèque cantonale et universitaire : rapports annuels 1930-1950 (et 1975, p. 4)
- Louis-Daniel Perret, "L'histoire de la BCU par ses catalogues (….)", in De l'Académie à l'Université de Lausanne 1537-1987 : 450 ans d'histoire, Lausanne, 1987, p. 274